# Imoco Volley 2018-2019
Questa voce raccoglie le informazioni riguardanti l'Imoco Volley nelle competizioni ufficiali della stagione 2018-2019.

## Stagione
Grazie ai risultati ottenuti nella stagione 2017-18 l'Imoco Volley partecipa alla Supercoppa italiana aggiudicandosi il trofeo con il successo sull'AGIL.
Partecipa per la settima volta alla Serie A1; chiude la regular season di campionato al primo posto in classifica, qualificandosi per i play-off scudetto: vince il suo terzo scudetto, avendo la meglio nella serie finale sull'AGIL.
Il terzo posto al termine del girone di andata di campionato qualifica l'Imoco alla Coppa Italia, dove arriva in finale, battuta dall'AGIL.
Partecipa inoltre alla Champions League: nella fase a gironi ottiene il secondo posto nel proprio raggruppamento, qualificandosi per la fase a eliminazione diretta; dopo aver superato le turche dell'Eczacıbaşı e del Fenerbahçe, rispettivamente nei quarti di finale e in semifinale, viene sconfitta in finale dall'AGIL.

## Organigramma societario
Area direttiva
- Presidente: Piero Garbellotto
- Dirigente: Silvia Giovanardi

Area tecnica
- Allenatore: Daniele Santarelli
- Allenatore in seconda: Alessio Simone
- Scout man: Elia Laise
- Assistente allenatore: Valerio Lionetti, Milo Zanardo

Area sanitaria
- Medico: Claudio Della Torre, Vito Lamberti, Lorenzo Segre
- Preparatore atletico: Marco Da Lozzo
- Fisioterapista: Enrico Corradini, Andrea Martinelli

## Rosa
| N° | Nome              | Ruolo | Data di nascita   | Nazionalità sportiva |
| -- | ----------------- | ----- | ----------------- | -------------------- |
| 1  | Miyu Nagaoka      | O     | 25 luglio 1991    | Giappone             |
| 3  | Marta Bechis      | P     | 4 settembre 1989  | Italia               |
| 4  | Megan Hodge       | S     | 15 ottobre 1988   | Stati Uniti          |
| 5  | Robin de Kruijf   | C     | 5 maggio 1991     | Paesi Bassi          |
| 6  | Elina Rodríguez   | S     | 11 febbraio 1997  | Argentina            |
| 7  | Raphaela Folie    | C     | 7 marzo 1991      | Italia               |
| 8  | Eleonora Fersino  | L     | 24 gennaio 2000   | Italia               |
| 9  | Karsta Lowe       | O     | 2 febbraio 1993   | Stati Uniti          |
| 10 | Monica De Gennaro | L     | 8 gennaio 1987    | Italia               |
| 11 | Anna Danesi       | C     | 20 aprile 1996    | Italia               |
| 12 | Martina Šamadan   | C     | 11 settembre 1993 | Croazia              |
| 13 | Samanta Fabris    | O     | 8 febbraio 1992   | Croazia              |
| 14 | Joanna Wołosz     | P     | 7 aprile 1990     | Polonia              |
| 15 | Kimberly Hill     | S     | 30 novembre 1989  | Stati Uniti          |
| 16 | Valentina Tirozzi | S     | 26 marzo 1986     | Italia               |
| 17 | Myriam Sylla      | S     | 8 gennaio 1995    | Italia               |
| 18 | Gaia Moretto      | C     | 18 settembre 1994 | Italia               |

## Mercato
| Acquisti                               | Acquisti          | Acquisti          | Acquisti   |
| R.                                     | Nome              | da                | Modalità   |
| -------------------------------------- | ----------------- | ----------------- | ---------- |
| P                                      | Marta Bechis      | San Casciano      | definitivo |
| L                                      | Eleonora Fersino  | Pool Piave        | definitivo |
| C                                      | Gaia Moretto      | Trentino Rosa     | definitivo |
| O                                      | Miyu Nagaoka      | Hisamitsu Springs | definitivo |
| C                                      | Martina Šamadan   | HAOK Mladost      | definitivo |
| S                                      | Myriam Sylla      | Bergamo           | definitivo |
| S                                      | Valentina Tirozzi | San Casciano      | definitivo |
| Trasferimenti nel corso della stagione |                   |                   |            |
| O                                      | Karsta Lowe       | -                 | definitivo |
| S                                      | Elina Rodríguez   | Barueri           | definitivo |

| Cessioni                               | Cessioni        | Cessioni          | Cessioni   |
| R.                                     | Nome            | a                 | Modalità   |
| -------------------------------------- | --------------- | ----------------- | ---------- |
| S                                      | Samantha Bricio | Fenerbahçe        | definitivo |
| S                                      | Elisa Cella     | VolAlto Caserta   | definitivo |
| L                                      | Silvia Fiori    | Pinerolo          | definitivo |
| S                                      | Simone Lee      | Beylikdüzü Vİ     | definitivo |
| C                                      | Laura Melandri  | Pro Victoria      | definitivo |
| O                                      | Anna Nicoletti  | Millenium Brescia | definitivo |
| Trasferimenti nel corso della stagione |                 |                   |            |
| C                                      | Martina Šamadan | UYBA              | definitivo |

## Risultati

### Serie A1

#### Girone di andata
| 1ª giornata - 27 ottobre 2018 PalaVerde, Villorba               | Imoco           | 3 - 0 | Casalmaggiore     | 25-12, 25-22, 25-14               |
| 3ª giornata - 3 novembre 2018 Palazzetto dello Sport, Monza     | Pro Victoria    | 0 - 3 | Imoco             | 25-27, 19-25, 19-25               |
| 4ª giornata - 28 novembre 2018 PalaVerde, Villorba              | Imoco           | 1 - 3 | AGIL              | 17-25, 25-15, 21-25, 22-25        |
| 5ª giornata - 14 novembre 2018 PalaVerde, Villorba              | Imoco           | 3 - 0 | Bergamo           | 25-14, 25-16, 25-20               |
| 6ª giornata - 18 novembre 2018 PalaMaddalene, Chieri            | Chieri '76      | 0 - 3 | Imoco             | 24-26, 24-26, 23-25               |
| 7ª giornata - 25 novembre 2018 PalaBaldinelli, Osimo            | Filottrano      | 0 - 3 | Imoco             | 19-25, 17-25, 12-25               |
| 8ª giornata - 2 dicembre 2018 PalaVerde, Villorba               | Imoco           | 3 - 1 | Club Italia       | 23-25, 25-21, 25-15, 25-21        |
| 9ª giornata - 9 dicembre 2018 Palazzetto dello Sport, Scandicci | Savino Del Bene | 3 - 1 | Imoco             | 14-25, 25-22, 26-24, 25-18        |
| 10ª giornata - 15 dicembre 2018 Nelson Mandela Forum, Firenze   | San Casciano    | 1 - 3 | Imoco             | 21-25, 25-20, 21-25, 21-25        |
| 11ª giornata - 23 dicembre 2018 PalaVerde, Villorba             | Imoco           | 3 - 0 | Cuneo Granda      | 25-18, 25-23, 25-12               |
| 12ª giornata - 26 dicembre 2018 PalaVerde, Villorba             | Imoco           | 2 - 3 | Millenium Brescia | 25-20, 24-26, 25-18, 22-25, 17-19 |
| 13ª giornata - 29 dicembre 2018 PalaPiantanida, Busto Arsizio   | UYBA            | 0 - 3 | Imoco             | 16-25, 23-25, 20-25               |

#### Girone di ritorno
| 1ª giornata - 6 gennaio 2019 PalaVerde, Villorba             | Casalmaggiore     | 0 - 3 | Imoco           | 23-25, 21-25, 20-25               |
| 3ª giornata - 13 gennaio 2019 Palazzetto dello Sport, Monza  | Imoco             | 3 - 1 | Pro Victoria    | 25-20, 25-21, 19-25, 25-22        |
| 4ª giornata - 26 gennaio 2019 PalaVerde, Villorba            | AGIL              | 0 - 3 | Imoco           | 20-25, 18-25, 23-25               |
| 5ª giornata - 29 gennaio 2019 PalaVerde, Villorba            | Bergamo           | 0 - 3 | Imoco           | 23-25, 17-25, 25-27               |
| 6ª giornata - 10 febbraio 2019 PalaMaddalene, Chieri         | Imoco             | 3 - 0 | Chieri '76      | 25-23, 25-23, 25-15               |
| 7ª giornata - 16 febbraio 2019 PalaBaldinelli, Osimo         | Imoco             | 3 - 0 | Filottrano      | 25-22, 25-23, 25-23               |
| 8ª giornata - 24 febbraio 2019 PalaVerde, Villorba           | Club Italia       | 1 - 3 | Imoco           | 33-31, 15-25, 17-25, 27-29        |
| 9ª giornata - 3 marzo 2019 Palazzetto dello Sport, Scandicci | Imoco             | 3 - 0 | Savino Del Bene | 25-20, 25-16, 25-19               |
| 10ª giornata - 9 marzo 2019 Nelson Mandela Forum, Firenze    | Imoco             | 3 - 2 | San Casciano    | 25-16, 24-26, 25-20, 19-25, 15-8  |
| 11ª giornata - 16 marzo 2019 PalaVerde, Villorba             | Cuneo Granda      | 0 - 3 | Imoco           | 16-25, 27-29, 13-25               |
| 12ª giornata - 24 marzo 2019 PalaVerde, Villorba             | Millenium Brescia | 3 - 2 | Imoco           | 25-15, 17-25, 15-25, 28-26, 16-14 |
| 13ª giornata - 30 marzo 2019 PalaPiantanida, Busto Arsizio   | Imoco             | 3 - 0 | UYBA            | 25-20, 27-25, 25-19               |

#### Play-off scudetto
| Quarti di finale (gara 1) - 6 aprile 2019 PalaCastagnaretta, Cuneo | Cuneo Granda | 0 - 3 | Imoco        | 22-25, 19-25, 16-25               |
| Quarti di finale (gara 2) - 13 aprile 2019 PalaVerde, Villorba     | Imoco        | 3 - 0 | Cuneo Granda | 25-20, 26-24, 25-21               |
| Semifinali (gara 1) - 19 aprile 2019 Palazzetto dello Sport, Monza | Pro Victoria | 0 - 3 | Imoco        | 16-25, 14-25, 16-25               |
| Semifinali (gara 2) - 21 aprile 2019 PalaVerde, Villorba           | Imoco        | 3 - 0 | Pro Victoria | 25-19, 25-12, 25-22               |
| Semifinali (gara 3) - 23 aprile 2019 PalaVerde, Villorba           | Imoco        | 3 - 1 | Pro Victoria | 22-25, 25-20, 25-19, 25-14        |
| Finale (gara 1) - 1º maggio 2019 PalaTerdoppio, Novara             | AGIL         | 0 - 3 | Imoco        | 15-25, 20-25, 15-25               |
| Finale (gara 2) - 4 maggio 2019 PalaVerde, Villorba                | Imoco        | 3 - 0 | AGIL         | 25-16, 25-23, 25-23               |
| Finale (gara 3) - 6 maggio 2019 PalaVerde, Villorba                | Imoco        | 3 - 2 | AGIL         | 25-16, 23-25, 25-11, 20-25, 15-13 |

### Coppa Italia
| Quarti di finale (andata) - 16 gennaio 2019 Palazzetto dello Sport, Monza | Pro Victoria    | 0 - 3 | Imoco        | 23-25, 13-25, 19-25               |
| Quarti di finale (ritorno) - 20 gennaio 2019 PalaVerde, Villorba          | Imoco           | 3 - 1 | Pro Victoria | 25-21, 24-26, 25-22, 25-15        |
| Semifinali - 2 febbraio 2019 PalaOlimpia, Verona                          | Savino Del Bene | 0 - 3 | Imoco        | 22-25, 22-25, 24-26               |
| Finale - 3 febbraio 2019 PalaOlimpia, Verona                              | AGIL            | 3 - 2 | Imoco        | 25-22, 20-25, 12-25, 25-22, 15-12 |

### Supercoppa italiana
| Finale - 10 novembre 2018 PalaVerde, Villorba | Imoco | 3 - 1 | AGIL | 25-21, 25-17, 17-25, 25-23 |

### Champions League

#### Fase a gironi
| 1ª giornata - 21 novembre 2018 PalaVerde, Villorba           | Imoco           | 3 - 2 | Savino Del Bene | 25-21, 24-26, 25-12, 23-25, 15-10 |
| 2ª giornata - 18 dicembre 2018 ARENA Schwerin, Schwerin      | Schweriner      | 3 - 0 | Imoco           | 36-34, 25-19, 25-22               |
| 3ª giornata - 22 gennaio 2019 Łódź Sport Arena, Łódź         | ŁKS             | 0 - 3 | Imoco           | 20-25, 15-25, 17-25               |
| 4ª giornata - 6 febbraio 2019 PalaVerde, Villorba            | Imoco           | 3 - 2 | Schweriner      | 23-25, 24-26, 25-19, 25-19, 15-7  |
| 5ª giornata - 20 febbraio 2019 Nelson Mandela Forum, Firenze | Savino Del Bene | 3 - 2 | Imoco           | 15-25, 25-22, 25-23, 20-25, 15-9  |
| 6ª giornata - 26 febbraio 2019 PalaVerde, Villorba           | Imoco           | 3 - 0 | ŁKS             | 25-10, 25-12, 25-15               |

#### Fase a eliminazione diretta
| Quarti di finale (andata) - 13 marzo 2019 PalaVerde, Villorba                 | Imoco      | 0 - 3 | Eczacıbaşı | 21-25, 25-27, 22-25                          |
| Quarti di finale (ritorno) - 19 marzo 2019 Burhan Felek Spor Salonu, Istanbul | Eczacıbaşı | 1 - 3 | Imoco      | 21-25, 23-25, 25-21, 21-25 Golden set: 10-15 |
| Semifinali (andata) - 2 aprile 2019 PalaVerde, Villorba                       | Imoco      | 3 - 0 | Fenerbahçe | 25-21, 25-23, 26-24                          |
| Semifinali (ritorno) - 9 aprile 2019 Burhan Felek Spor Salonu, Istanbul       | Fenerbahçe | 0 - 3 | Imoco      | 18-25, 22-25, 26-28                          |
| Finale - 18 maggio 2019 Max-Schmeling-Halle, Berlino                          | AGIL       | 3 - 1 | Imoco      | 25-18, 25-17, 14-25, 25-22                   |

## Statistiche

### Statistiche di squadra
| Competizione        | Punti | In casa | In casa | In casa | In trasferta | In trasferta | In trasferta | Totale | Totale | Totale |
| Competizione        | Punti | G       | V       | P       | G            | V            | P            | G      | V      | P      |
| ------------------- | ----- | ------- | ------- | ------- | ------------ | ------------ | ------------ | ------ | ------ | ------ |
| Serie A1            | 61    | 17      | 15      | 2       | 15           | 13           | 2            | 32     | 28     | 4      |
| Coppa Italia        | -     | 1       | 1       | 0       | 1            | 1            | 0            | 4      | 3      | 1      |
| Supercoppa italiana | -     | -       | -       | -       | -            | -            | -            | 1      | 1      | 0      |
| Champions League    | 11    | 5       | 4       | 1       | 5            | 3            | 2            | 11     | 7      | 4      |
| Totale              | -     | 23      | 20      | 3       | 21           | 17           | 4            | 48     | 39     | 9      |

G = partite giocate; V = partite vinte; P = partite perse

### Statistiche dei giocatori
| Giocatore     | Serie A1 | Serie A1 | Serie A1 | Serie A1 | Serie A1 | Coppa Italia | Coppa Italia | Coppa Italia | Coppa Italia | Coppa Italia | Supercoppa italiana | Supercoppa italiana | Supercoppa italiana | Supercoppa italiana | Supercoppa italiana | Champions League | Champions League | Champions League | Champions League | Champions League | Totale | Totale | Totale | Totale | Totale |
| Giocatore     | P        | PT       | AV       | MV       | BV       | P            | PT           | AV           | MV           | BV           | P                   | PT                  | AV                  | MV                  | BV                  | P                | PT               | AV               | MV               | BV               | P      | PT     | AV     | MV     | BV     |
| ------------- | -------- | -------- | -------- | -------- | -------- | ------------ | ------------ | ------------ | ------------ | ------------ | ------------------- | ------------------- | ------------------- | ------------------- | ------------------- | ---------------- | ---------------- | ---------------- | ---------------- | ---------------- | ------ | ------ | ------ | ------ | ------ |
| M. Bechis     | 19       | 8        | 4        | 3        | 1        | 2            | 0            | 0            | 0            | 0            | 0                   | 0                   | 0                   | 0                   | 0                   | 7                | 0                | 0                | 0                | 0                | 26     | 8      | 4      | 3      | 1      |
| A. Danesi     | 28       | 227      | 153      | 67       | 7        | 4            | 25           | 18           | 5            | 2            | 1                   | 7                   | 4                   | 3                   | 0                   | 11               | 78               | 46               | 25               | 7                | 44     | 337    | 221    | 100    | 16     |
| M. De Gennaro | 29       | 2        | 2        | 0        | 0        | 4            | 0            | 0            | 0            | 0            | 1                   | 0                   | 0                   | 0                   | 0                   | 11               | 0                | 0                | 0                | 0                | 45     | 2      | 2      | 0      | 0      |
| R. de Kruijf  | 26       | 259      | 178      | 60       | 21       | 4            | 29           | 21           | 4            | 4            | 1                   | 11                  | 5                   | 4                   | 2                   | 11               | 109              | 69               | 36               | 4                | 42     | 408    | 273    | 104    | 31     |
| M. Hodge      | 2        | 24       | 19       | 3        | 2        | -            | -            | -            | -            | -            | 1                   | 7                   | 6                   | 1                   | 0                   | -                | -                | -                | -                | -                | 3      | 31     | 25     | 4      | 2      |
| S. Fabris     | 31       | 402      | 353      | 19       | 30       | 4            | 53           | 47           | 3            | 3            | 1                   | 21                  | 19                  | 1                   | 1                   | 11               | 142              | 123              | 14               | 5                | 47     | 618    | 542    | 37     | 39     |
| E. Fersino    | 27       | 1        | 0        | 0        | 1        | 4            | 1            | 0            | 0            | 1            | 1                   | 0                   | 0                   | 0                   | 0                   | 9                | 1                | 0                | 0                | 1                | 41     | 3      | 0      | 0      | 3      |
| R. Folie      | 14       | 97       | 71       | 18       | 8        | 1            | 12           | 9            | 1            | 2            | 0                   | 0                   | 0                   | 0                   | 0                   | 4                | 24               | 13               | 8                | 3                | 19     | 133    | 93     | 27     | 13     |
| K. Hill       | 28       | 355      | 310      | 22       | 23       | 4            | 51           | 44           | 4            | 3            | 1                   | 10                  | 10                  | 0                   | 0                   | 11               | 146              | 131              | 6                | 9                | 44     | 562    | 495    | 32     | 35     |
| K. Lowe       | 15       | 111      | 96       | 10       | 5        | 3            | 26           | 25           | 0            | 1            | -                   | -                   | -                   | -                   | -                   | 8                | 70               | 60               | 10               | 0                | 26     | 207    | 181    | 20     | 6      |
| G. Moretto    | 9        | 27       | 19       | 5        | 3        | 1            | 6            | 6            | 0            | 0            | 0                   | 0                   | 0                   | 0                   | 0                   | 2                | 0                | 0                | 0                | 0                | 12     | 33     | 25     | 5      | 3      |
| M. Nagaoka    | 7        | 29       | 26       | 1        | 2        | -            | -            | -            | -            | -            | 1                   | 1                   | 0                   | 1                   | 0                   | 1                | 0                | 0                | 0                | 0                | 9      | 30     | 26     | 2      | 2      |
| E. Rodríguez  | 1        | 0        | 0        | 0        | 0        | -            | -            | -            | -            | -            | -                   | -                   | -                   | -                   | -                   | -                | -                | -                | -                | -                | 1      | 0      | 0      | 0      | 0      |
| M. Šamadan    | 5        | 25       | 18       | 6        | 1        | -            | -            | -            | -            | -            | -                   | -                   | -                   | -                   | -                   | 1                | 2                | 2                | 0                | 0                | 6      | 27     | 20     | 6      | 1      |
| M. Sylla      | 26       | 253      | 216      | 34       | 3        | 4            | 43           | 37           | 6            | 0            | 1                   | 16                  | 13                  | 3                   | 0                   | 11               | 109              | 93               | 13               | 3                | 42     | 421    | 359    | 56     | 6      |
| V. Tirozzi    | 31       | 159      | 116      | 10       | 33       | 4            | 11           | 8            | 1            | 2            | 1                   | 0                   | 0                   | 0                   | 0                   | 5                | 9                | 5                | 0                | 4                | 41     | 179    | 129    | 11     | 39     |
| J. Wołosz     | 31       | 66       | 32       | 30       | 4        | 4            | 8            | 4            | 3            | 1            | 1                   | 3                   | 1                   | 2                   | 0                   | 11               | 29               | 8                | 13               | 8                | 47     | 106    | 45     | 48     | 13     |

P = presenze; PT = punti totali; AV = attacchi vincenti; MV = muri vincenti; BV = battute vincenti